# Салліван (округ, Міссурі)
Шаблон:StateAbbr_ 40°13′ пн. ш. 93°07′ зх. д. / 40.21° пн. ш. 93.11° зх. д.
Округ  Салліван (англ. Sullivan County) — округ (графство) у штаті Міссурі, США. Ідентифікатор округу 29211.

## Історія
Округ Салліван утворений в 1843 році.

## Демографія
За даними перепису 
2000 року 
загальне населення округу становило 7219 осіб, усе сільське.
Серед мешканців округу чоловіків було 3611, а жінок — 3608. В окрузі було 2925 домогосподарств, 1961 родин, які мешкали в 3364 будинках.
Середній розмір родини становив 2,95.
Віковий розподіл населення поданий у таблиці:
| Стать    | До 15 років | 15-21 | 22-29 | 30-39 | 40-49 | 50-65 | 65-85 | Понад 85 |
| -------- | ----------- | ----- | ----- | ----- | ----- | ----- | ----- | -------- |
| Чоловіки | 786         | 329   | 331   | 492   | 513   | 599   | 490   | 71       |
| Жінки    | 721         | 290   | 314   | 453   | 462   | 595   | 613   | 160      |

## Суміжні округи
- Патнем — північ
- Адер — схід
- Лінн — південь
- Ґранді — південний захід
- Мерсер — північний захід

## Виноски
1. ↑  U.S. Decennial Census. United States Census Bureau. Архів оригіналу за 12 травня 2015. Процитовано 22 листопада 2014.
2. ↑  Historical Census Browser. University of Virginia Library. Архів оригіналу за 11 серпня 2012. Процитовано 22 листопада 2014.
3. ↑  Population of Counties by Decennial Census: 1900 to 1990. United States Census Bureau. Архів оригіналу за 3 грудня 2014. Процитовано 22 листопада 2014.
4. ↑  Census 2000 PHC-T-4. Ranking Tables for Counties: 1990 and 2000 (PDF). United States Census Bureau. Архів оригіналу (PDF) за 18 грудня 2014. Процитовано 22 листопада 2014.
5. ↑  State & County QuickFacts. United States Census Bureau. Архів оригіналу за 4 січня 2016. Процитовано 14 вересня 2013. [Архівовано 2011-08-11 у Wayback Machine.](англ.) Наведено за англійською вікіпедією.
6. ↑  American FactFinder. Бюро перепису населення США. Архів оригіналу за 26 лютого 2012. Процитовано 31 січня 2008. [Архівовано 2008-05-21 у Wayback Machine.]

| США | Це незавершена стаття з географії США. Ви можете допомогти проєкту, виправивши або дописавши її. |